# Nápoly VII. kerülete
Nápoly VII. kerületét a következő városnegyedek alkotják:

## Miano
Miano Nápoly egyik északi városnegyede kb. 30 000 lakossal. Scampiával együtt gyakorlatilag a Camorra bűnszervezet vezetése alatt áll. A munkanélküliség 30-50% közötti. 

## San Pietro a Patierno
San Pietro a Patierno Nápoly egyik északkeleti városnegyede kb. 20 000 lakossal. A középkor során feudális birtok volt San Petrus ad Peternum megnevezés alatt. Feudális kiváltságai Joachim Murat szüntette meg. A fasiszta uralom ideje alatt egyesítették Nápollyal. Egyike a város legnagyobb területű negyedeinek, ezzel szemben alacsony népsűrűségű. Itt található a Nápolyi nemzetközi repülőtér. 

## Secondigliano
Secondigliano egyike Nápoly északkeleti kerületeinek San Pietro a Patierno és Scampia között. A középkor során ez is hűbéri birtok volt, melyet a fasiszta uralom idején olvasztottak be a város területébe. Megnevezésének jelentése, hogy itt volt a Capua felé vezető út második mérföldköve (secondo jelentése második, miglio jelentése mérföld). A negyed főleg az 1970-es évek során épült be. A szomszédos negyedekhez hasonlóan itt is a bűnözés, a kábítószer-kereskedelem a legfontosabb problémák. Itt található Olaszország egyik legfontosabb büntetés-végrehajtási intézete.

## Külső hivatkozások
- http://www.comune.napoli.it